# Cuatro persecuciones budistas en China
Las Cuatro persecuciones budistas en China fue la supresión total del budismo llevada a cabo en cuatro ocasiones desde el siglo V hasta el siglo X por cuatro emperadores chinos. Los tres primeros son conocidos colectivamente como los Tres Desastres de Wu (idioma chino: 三武之禍; pinyin: sān wǔ zhī huò); fueron nombrados así porque los nombres póstumos o nombres de los templos de los tres emperadores que llevaron a cabo las persecuciones tenían el carácter Wu (武) en ellos.

## Primero
El primer desastre de Wu comenzó en el año 446, cuando el emperador Taiwu (Tuoba Tao) de la dinastía Wei del Norte, un devoto taoísta que seguía a los Maestros Celestiales del Norte, estaba luchando contra el rebelde de Xiongnu, Gai Wu (蓋吳). Durante la campaña, las armas se encontraban en los templos budistas, por lo que creía que los budistas estaban en su contra. Con el estímulo de su también devoto primer ministro taoísta Cui Hao, el emperador Tuoba Tao ordenó la abolición del budismo bajo pena de muerte, y masacró a los budistas en la región de Guanzhong, el centro de la rebelión de Gai Wu. La prohibición contra el budismo se relajó en los últimos años del emperador Taiwu (Tuoba Tao), y terminó formalmente después de que su nieto, el emperador Wencheng del norte de Wei, un budista, tomó el trono en 452.

## Segundo

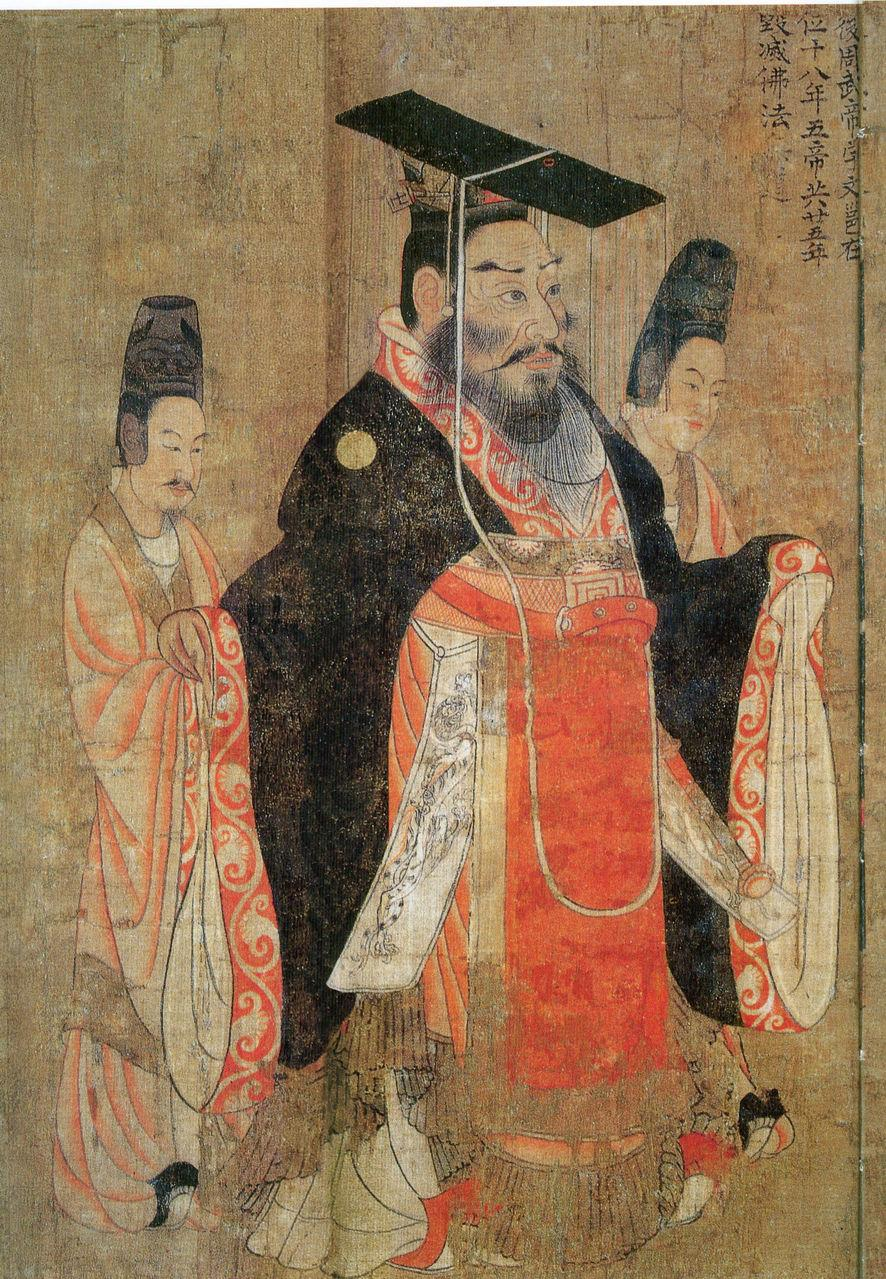
Emperador Wu Di

En el año 567, el ex sacerdote budista Wei Yuansong (衛元嵩) presentó un memorial al emperador Wu Di (武帝) (r. 561-578) de la dinastía Zhou del Norte del Norte pidiendo la «abolición del budismo». En 574 y de nuevo en 577, el emperador Wu hizo destruir las imágenes budistas y taoístas y su clero volvió a la vida laica. Creía que los templos se habían vuelto demasiado ricos y poderosos, así que confiscó sus tierras y se las dio a sus propios soldados. Durante este tiempo, el monasterio Shaolin fue cerrado pero luego reabrió después de que el emperador Xuan Di de Zhou del Norte (宣帝) hizo renovar el monasterio. Comparado con el primer «Desastre de Wu», el segundo fue relativamente incruento. Cuando terminó oficialmente fue difícil de medir, pero probablemente ya había terminado cuando su hijo el emperador Xuan del Norte de Zhou tomó el trono en el 578.

## Tercero

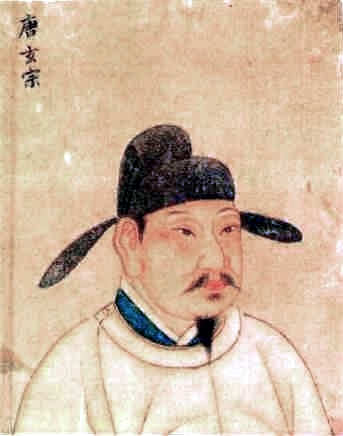
Retrato del emperador Xuanzong II.

En el 845, el emperador taoísta Wuzong de la dinastía Tang inició la «Gran persecución antibudista» en un esfuerzo por apropiarse de los fondos de guerra despojando al budismo de su riqueza financiera y por expulsar de China las influencias «extranjeras». Wuzong obligó a todo el clero budista a la vida laica o a la clandestinidad y confiscó sus propiedades. Durante este tiempo, los seguidores del cristianismo, el judaísmo, el maniqueísmo y el zoroastrismo, también fueron perseguidos. La prohibición no fue completa; se permitieron dos templos budistas tanto en la capital principal Chang'an como en la capital subsidiaria Luoyang, y se permitió a los grandes municipios y a cada circuito mantener un templo con no más de veinte monjes. Más de 4600 templos fueron destruidos en todo el imperio, y más de 260 000 monjes y monjas fueron obligados a volver a la vida civil. La persecución duró veinte meses antes de que el emperador Xuanzong II ascendiera al trono y propusiera una política de tolerancia en 846.
Varias razones llevaron a las proscripciones, entre ellas la riqueza acumulada por los monasterios y el caso de que muchas personas entraron en la comunidad budista para escapar del servicio militar y el deber de impuestos, que duró toda la dinastía Song. El aumento del número de templos y de sacerdotes y monjas ejerció una presión financiera sobre el Estado, lo que impulsó a las sucesivas dinastías a regular el budismo. Una tercera razón fue el auge de los neoconfucianos que escribieron manifiestos contra la religión extranjera, creyendo que sus filosofías monásticas e igualitarias destruían el sistema social de deberes y derechos de las clases altas y bajas.

## Cuarto

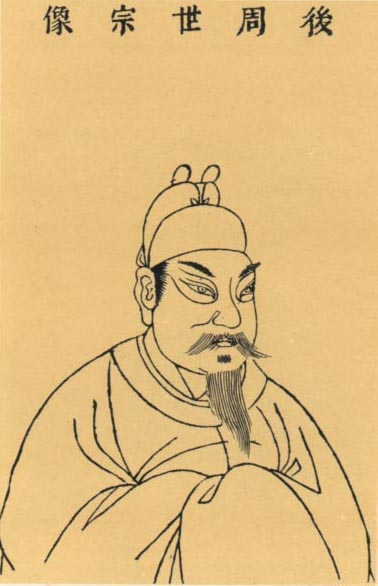
Emperador Chai Rong.

En 955, el emperador Shizong (Chai Rong) (r. 954-959) de la Zhou posterior (951-960), debido a la necesidad de cobre, ordenó que se destruyeran las estatuas de Buda para que el cobre pudiera utilizarse para acuñar monedas. Su edicto se emitió bajo amenaza de muerte —si uno seguía poseyendo ilegalmente más de cinco jin (斤) (aproximadamente 2,5 kilogramos) de cobre; un peso menor acarreaba menores penas—, pero no está claro cuántos monjes, monjas o laicos budistas fueron ejecutados en virtud de los requisitos de los edictos. Los relatos históricos tradicionales entran en conflicto sobre la cuestión de si hubo supresión de las doctrinas o la práctica budistas, aunque, al unísono, mostraron una falta de pruebas de las masacres. El Zizhi Tongjian y la Nueva Historia de las Cinco Dinastías sugieren la falta de supresión de doctrinas y prácticas, aunque la Nueva Historia indica que a las personas que tenían dependientes se les prohibió convertirse en monjes o monjas. La Antigua Historia de las Cinco Dinastías indica que hubo destrucciones de templos, y el retorno forzado a la vida civil de los monjes y monjas cuyos votos no habían sido aprobados por sus padres.
Según el Soka Gakkai Dictionary of Buddhism, el emperador Shizong destruyó 3.336 de los 6.030 templos budistas de China.

## Regulación

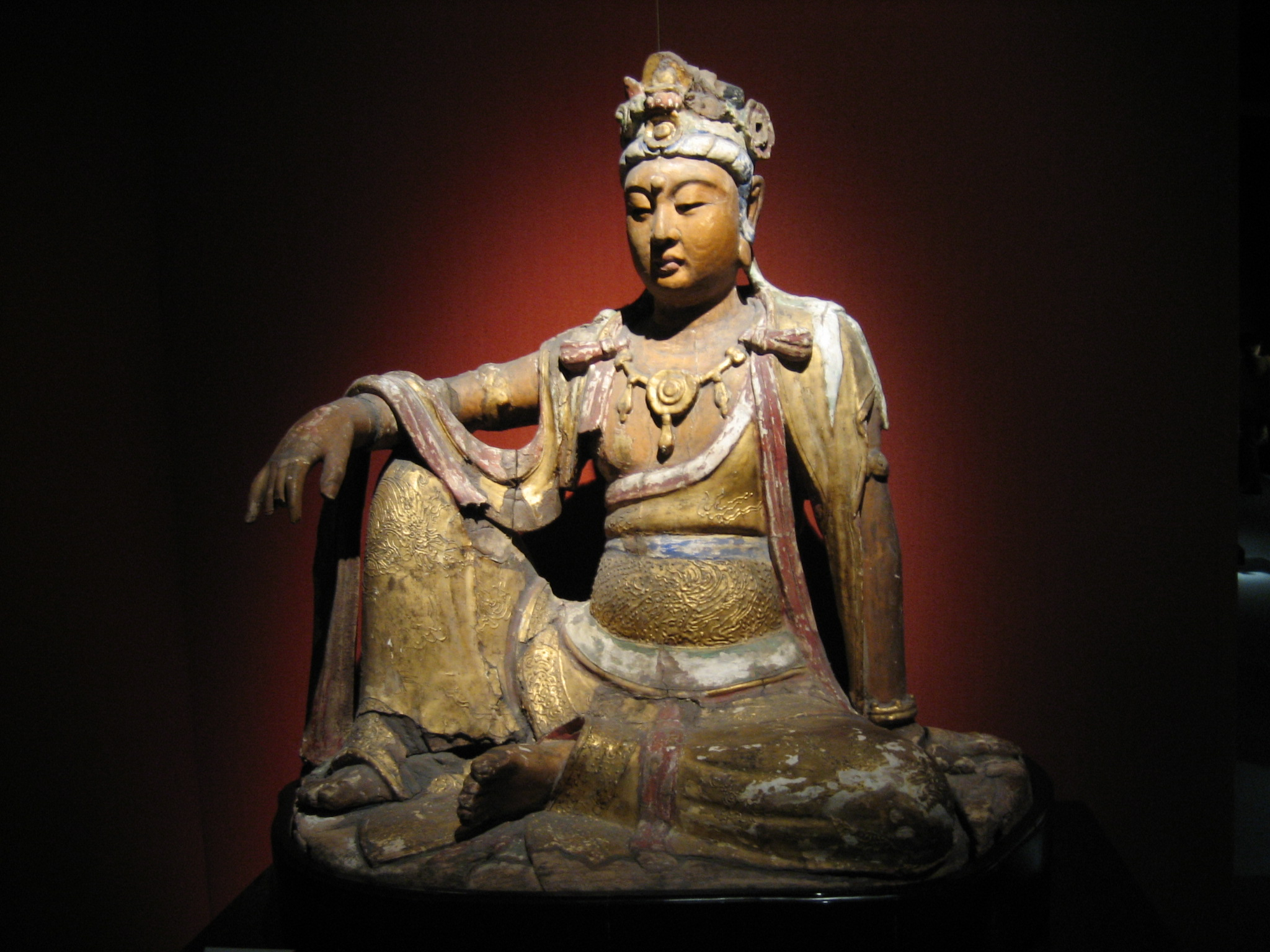
Bodhisattva de madera de la dinastía Song (960-1279).

Un informe de finales de los años 920, sobre creyentes budistas heréticos, comenta que «a veces el clero budista y los laicos son ignorantes e irreflexivos. Hombres y mujeres viven juntos ilícitamente, formándose en grupos, reuniéndose por la noche y dispersándose al amanecer, proclamando y transmitiendo engañosamente una 'sociedad de derecho budista' [fa-huai], siendo clandestinamente flojos en su moral». Un edicto en 1035 ofreció una recompensa sustancial, treinta cadenas de dinero en efectivo, a cualquiera que fuera capaz de apoderarse de tales sectarios o que informara sobre ellos antes de su captura. —Treinta cadenas de efectivo eran el costo estimado para el estado de sueldo a un empleado de correos durante un año—. Este informe se refería a los circuitos occidentales, pero también se podían encontrar personas acusadas de prácticas similares en el este.

Wang Anshi.

Las constantes guerras drenaron a China de dinero. Esto obligó a la corte a aumentar los impuestos y a vender «certificados de ordenación» budistas, para probar el impuesto, el trabajo y el estatus de exención militar de un monje, y aumentar los ingresos. En 1067 estos certificados se convirtieron en política oficial. Como resultado, los miembros ricos de la comunidad laica comenzaron a apropiarse de los templos budistas en un intento de construir «claustros» de riqueza exenta de impuestos. Pero en 1109, un decreto imperial impidió que los laicos ricos financiaran estos templos y cuatro años más tarde, en 1113, estos templos perdieron su condición de exentos de impuestos. Para 1129 se estimaba que 5.000 de estos certificados se vendían anualmente. Algunos laicos incluso compraron su propia ordenación para evitar impuestos. De esta manera no tendrían que pagar dinero al Estado, ni mantener los preceptos budistas ya que no eran clérigos reales. Con un balance desigual de clérigos y civiles, el estado perdió una importante fuente de impuestos y personal militar.
Durante el Primer Ministerio del reformadorr neoconfuciano Wang Anshi (1021-1086), el Estado comenzó a asumir las funciones de bienestar social que antes desempeñaban los monasterios budistas, instituyendo orfanatos públicos, hospitales, dispensarios, hospicios, cementerios y graneros de reserva.